# Ricardo Verdugo
Ricardo Cristopher Verdugo Campos, es un deportista chileno de la especialidad de Patinaje que fue campeón suramericano en Medellín 2010.

## Trayectoria
La trayectoria deportiva de Ricardo Verdugo Campos se identifica por su participación en los siguientes eventos nacionales e internacionales:

### Juegos Suramericanos
Fue reconocido su triunfo de ser el séptimo deportista con el mayor número de medallas de la selección de  Chile en los juegos de Medellín 2010.

#### Juegos Suramericanos de Medellín 2010
Su desempeño en la novena edición de los juegos, se identificó por obtener un total de 4 medallas:

- , Medalla de oro: Roller Sports Speed Road 5000 m Relay Men
- , Medalla de plata: Patinaje de Velocidad Carrera Velocidad 500 m Hombres
- , Medalla de bronce: Patinaje de Velocidad Contra Reloj 300m Carril Hombres
- , Medalla de bronce: Patinaje de Velocidad Relevo 3000 m Carril Hombres